# Крючков Володимир Олександрович
Володимир Олександрович Крючков (29 лютого 1924 , Царицин, Царицинська губернія, РСФРР, СРСР  — 23 листопада 2007 , Москва ) — радянський діяч органів державної безпеки, голова КДБ СРСР (грудень 1988–1991). Член ЦК КПРС у 1986—1991 роках, член Політбюро ЦК КПРС (20 вересня 1989 — 13 липня 1990). Член ДКНС (ГКЧП) СРСР.  Генерал армії (1988).

## Біографія
Народився у 1924 році. У роки Німецько-радянської війни у 1941-1942 працював на артилерійському заводі № 221 у Сталінграді розмітником, а у 1942–1943 р.р. був розмітником на артилерійському заводі № 92 в Горькому. У 1943–1944 роках працював комсоргом ЦК ВЛКСМ в Особливій будівельно-монтажній частині №25 Народного комісаріату з будівництва СРСР у Сталінграді. Член КПРС з 1944 року.
У 1944–1945 роках був першим секретарем районного комітету ВЛКСМ Барикадного району Сталінграда.
У 1945–1946 роках навчався в Саратовському юридичному інституті, потім перевівся до Всесоюзний заочний юридичний інститут. У 1946 році став другим секретарем Сталінградського міського комітету ВЛКСМ. У 1946–1947 роках працював слідчим прокуратури Тракторозаводского району Волгограда. У 1947–1950 роках був прокурором слідчого відділу Волгоградської прокуратури. У 1949 році закінчив Всесоюзний заочний юридичний інститут за фахом юриста. У 1950–1951 роках був прокурором Кіровського району Волгограда. У 1951 році відправлений за рознарядкою на навчання в Вищу дипломатичну школу.

### УМЗС СРСРіЦК КПРС(1951—1967)
Закінчив Вищу дипломатичну школу (навчався у 1951–1954 роках), у 1954 році був за розподілом направлений третім секретарем IV-го Європейського відділу Міністерства закордонних справ СРСР.
У 1955–1959 роках — третій секретар посольства СРСР в Угорській Народній Республіці. Брав участь у придушенні Угорського повстання 1956 року.
У 1959–1963 роках був референтом в секторі Угорщини та Румунії Відділу ЦК КПРС по зв'язках з комуністичними і робочими партіями соціалістичних країн. У 1963–1965 роках — завідувач сектору Відділу ЦК КПРС по зв'язках з комуністичними і робочими партіями соціалістичних країн.
У 1965–1967 роках — помічник секретаря ЦК КПРС Ю. В. Андропова.

### УКДБ СРСР(1967—1991)
З 1967 року — помічник голови КДБ Юрія Андропова. У 1967–1971 роках — начальник Секретаріату КДБ.
З 1971 року — перший заступник начальника, в 1974—1988 роках — начальник Першого головного управління КДБ СРСР (зовнішня розвідка).
У 1978–1988 роках — заступник голови КДБ СРСР.
Під час війни в Афганістані брав участь в організації введення радянських військ в Афганістан, формуванні представництва КДБ у Кабулі і в підготовці штурму палацу Аміна спецпідрозділами КДБ «Грім» і "Зеніт ".
У 1988 році став головою КДБ СРСР. У 1989 обраний в члени Політбюро ЦК КПРС.

### Після1991року
За ініціативою Крючкова у травні 1991 р. був прийнятий Закон «Про органи державної безпеки в СРСР».
Член ДКНС СРСР. З 5 по 17 серпня 1991 року організовував зустрічі та наради майбутніх членів ДКНС. У ніч з 18 на 19 серпня 1991 року підписав документ про відсторонення Михайла Горбачова від влади і введення в країні надзвичайного стану.
У зв'язку з серпневими подіями 1991 року був заарештований за статтею «Зрада Батьківщині» та 17 місяців перебував у в'язниці «Матроська тиша», згодом був амністований Державною думою в 1994 році. Адвокати Крючкова у справі ДКНС — Юрій Іванов і Юрій Пилипенко.
3 липня 1992 Крючков виступив зі зверненням до Президента Б. М. Єльцина, в якому, зокрема, звинуватив Бориса Єльцина у перекладанні вини в розвалі СРСР на членів ДКНС.
Входив до оргкомітету Руху на підтримку армії. Володів німецькою і угорською мовами.
Сім'я, два сини, онуки.
Помер 23 листопада 2007 року в Москві на 84-му році життя після важкої тривалої хвороби. Похований у Москві на Троєкуровському цвинтарі.

## Праці
Останні роки працював над мемуарами, написав книги «Особиста справа» (1996), «На краю прірви» (2003); «Особистість і влада» (2004); «Без терміну давності» (2006). 

## Нагороди
- Два ордени Леніна
- Орден Жовтневої Революції
- Орден Червоного Прапора
- Два ордени Трудового Червоного Прапора
- Орден «Знак Пошани»
- Медалі та інші відзнаки